# شرحبيل الزعيم
شرحبيل يوسف سعد الدين الزعيم (1 أغسطس 1959 في غزة – ) هو محام وقانوني وأكاديمي فلسطيني وعضو نقابة المحامين الفلسطينيين والأمريكيين، يشغل منذ مارس 2024 منصب وزير وزارة العدل ضمن حكومة محمد مصطفى.

## حياته
نال الزعيم شهادة الليسانس في الحقوق من كلية الحقوق بجامعة الإسكندرية عام 1982. ثم انضم إلى نقابة المحامين في غزة.
حصل على درجة الماجستير في العلوم السياسية من جامعة القدس في نوفمبر 2007، ودرجة الماجستير في الحقوق من جامعة الأزهر في غزة في مايو 2008.
عمل لدى الشركة الأمريكية للتأمين على الحياة في أبو ظبي بين عامي 1982 و1983، وبين عامي 1983 و1985 لدى شركة التأمين العربية في أبو ظبي.
عمل لدى شركة التأمين المتحدة في صنعاء بين عامي 1985 و1987.
عاد إلى فلسطين، وأسس عام 1987 وترأس مكتب الزعيم وشركاه للخدمات القانونية.
لاحقًا عمل مديرًا في عدة شركات تأمين في الأراضي الفلسطينية. ومحاضرًا في الجامعة الإسلامية والأزهر بغزة.
اختاره مؤسسة تشامبرز غلوبال عام 2000 كأفضل محام في فلسطين.
في 4 أغسطس 2018، عُين عضوًا في مجلس أمناء جامعة الأزهر في غزة. لاحقًا انتخب رئيسًا للجنة القانونية داخل المجلس.
في 28 مارس 2024، اعتمد الرئيس محمود عباس التشكيلة الوزارية للحكومة الفلسطينية التاسعة عشرة التي يرأسها محمد مصطفى ومنحها الثقة. وفي 31 مارس 2024، أدى الزعيم اليمين القانونية عن بُعد وزيرًا لوزارة العدل.